# Enric Prat de la Riba
Enric Prat de la Riba i Sarrà (Castellterçol, 1879 - 1917) foi um jornalista e político nacionalista catalão e membro do Centro Escolar Catalanista, aonde surgiu as primeiras definições do catalanismo.

## História
Iniciou os estudos acadêmicos na Universidade de Barcelona e graduou-se em  Direito na Universidade Central de Madrid, que mais tarde passou a ter o nome de Universidade Complutense de Madrid.
Prat de la Riba assumiu um relevante papel na organização cultural e política da União Catalanista, na qual escreveu alguns de seus manifestos, entre eles a famosa Mensagem ao Rei dos Helenos em 1897 (Missatge al Rei dels Hel·lens en 1897). Foi o autor de textos catalanistas fundamentais como o Compêndio da doutrina caravanista (Compendio de la doutrina catalanista) e o Compêndio da história da Catalunha (Compendio de la Historia de Cataluña), é também o autor do manifesto publicado em 1916 Pela Catalunia e por uma Grande Espanha (Per Catalunya i per l’Espanya Gran).
É o fundador do periódico La Renaixença, que é o nome do movimento restaurador da língua, literatura, e cultura catalã que teve início no princípio da primeira metade do século XIX. A partir do ano 1899 foi promotor do nacionalismo catalão na esfera política, premeiramente como membro do Centro Nacional Catalão e mais tarde na Liga Regionalista.

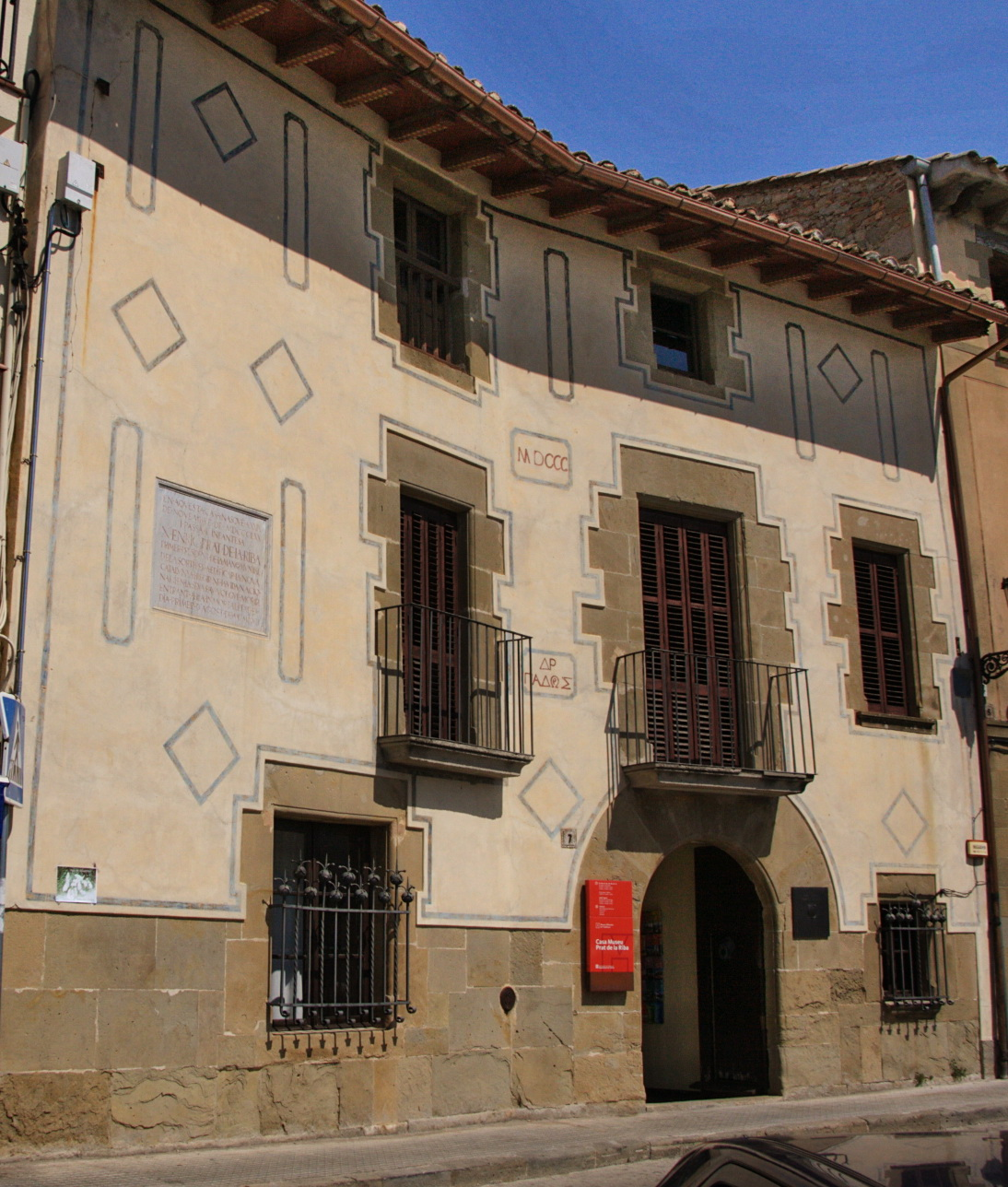
Casa-Museu Prat de la Riba.

Como político foi o secretário da assembleia que redigiu o esboço da constituição regional conhecida com o nome de Bases de Manresa em 1892, que foi o primeiro passo para a Constituções Catalanas cons. O seu manifesto "A nacionalidade catalana" em 1906 foi uma das primeiras obras do movimento chamado de Noucentisme.
Mais tarde, em 1907 foi eleito primeiro presidente do Instituto de Estudos Catalães, e da Diputación Provincial de Barcelona a partir de 1907. Também promoveu a criação da Mancomunidade da Catalunha, a qual ele mesmo liderou de 6 de abril de 1914 até a sua morte.